# Sex Kittens Go to College
Sex Kittens Go to College ist eine US-amerikanische Filmkomödie aus dem Jahr 1960 über eine ehemalige exotische Tänzerin, die an einem amerikanischen College als Lehrkraft arbeitet. Die Hauptrollen spielen Mamie Van Doren und Tuesday Weld unter der Regie von Albert Zugsmith.

## Handlung
Das angesehene Collins College ist stolz darauf, Dr. Mathilda West als neuestes Mitglied des Lehrkörpers verpflichtet zu haben. Dr. West kann sich rühmen, 13 verschiedene Titel zu führen und 18 Sprachen zu sprechen. Die Überraschung ist groß, als sich Dr. West als gutaussehende Blondine entpuppt. Die wohlgeformte Lehrerin macht in der Tat großen Eindruck auf das College, wenn auch nicht ganz den erhofften. Jeder Mann verliebt sich sofort in Mathilda und jede Frau ist eifersüchtig. Während sich etliche romantische Verwicklungen anbahnen, planen Gangster die wertvollste Erfindung des College, einen Roboter namens Thinko, zu stehlen. Thinko hat die Fähigkeit, die Zukunft vorherzusagen. Der französischen Studentin Suzette gelingt es am Ende, den Plan zu vereiteln. Mitten in die Aufregungen platzt die Enthüllung, dass Dr. West in ihrer Jugend unter dem Künstlernamen „Tallahassee Tassle Tosser“ als exotische Tänzerin gearbeitet hat. Der Skandal ist perfekt und Admiral Wildcat MacPherson, einer der Finanziers des College, ist besorgt um den guten Ruf der Institution. Am Ende klären sich alle Missverständnisse.

## Hintergrund
Sex Kittens Go to College wurde bereits Ende 1959 fertiggestellt, kam aber erst im Oktober 1960 in den Verleih. Es war der zweite von insgesamt sieben gemeinsamen Filmen, die Zugsmith und Van Doren drehten. Der Arbeitstitel des Films lautete Teacher Was a Sexpot. Mijanou Bardot ist die jüngere Schwester von Brigitte Bardot.  